# Арчаков, Павел Ильич
Павел Ильич Арчаков (1924, с. Дружное — 2015, ст-ца Старощербиновская) — советский военнослужащий, полный кавалер ордена Славы.
В Рабоче-крестьянской Красной армии служил с сентября 1941 года. В годы Великой Отечественной войны сражался на Северо-Кавказском, Закавказском, 1-м и 4-м Украинских фронтах. Участвовал в битве за Кавказ, прорыве немецкой линии обороны «Готенкопф» на Таманском полуострове, освобождении Украины и Чехословакии.
Командир отделения 871-го стрелкового полка 276-й стрелковой дивизии старший сержант П. И. Арчаков особенно отличился во время боевых действий в Карпатах на территории Западной Украины и Чехословакии, в ходе которых он неоднократно демонстрировал личное мужество и воинское мастерство. Боевой путь завершил в мае 1945 года в столице Чехословакии городе Праге.
После окончания Великой Отечественной войны П. И. Арчаков продолжал службу в армии до апреля 1947 года, участвовал в ликвидации формирований УПА на Западной Украине. Воинское звание на момент демобилизации — гвардии старшина. С 1968 года гвардии младший лейтенант в отставке.
После демобилизации вернулся на Кубань. До 1992 года работал в колхозе «Знамя Ленина». Жил в станице Старощербиновской Щербиновского района Краснодарского края.

## Биография

### До войны
Родился 20 марта 1924 года в селе Дружное Атбасарского уезда Акмолинской губернии Киргизской АССР РСФСР СССР (ныне Атбасарский район Акмолинской области Казахстана) в крестьянской семье Ильи Даниловича и Прасковьи Минаевны Арчаковых. Русский. До девяти лет жил в Казахстане, с 1933 года — в городе Ростов-на-Дону. В 1934 году с родителями переехал на Кубань, в станицу Старощербиновскую Азово-Черноморского края. Получив начальное образование, в 1938 году устроился работать в колхоз, однако учёбу не бросил и в 1940 году окончил ещё два класса Щербиновской средней школы, завершив шестилетнее обучение.

### Битва за Кавказ
В ряды Рабоче-крестьянской Красной армии П. И. Арчаков вступил добровольцем в сентябре 1941 года сразу после окончания уборочной. Павлу Ильичу ещё не было восемнадцати лет, поэтому его определили в сформированный из казаков окрестных станиц 3-й Щербиновский казачий истребительный кавалерийский эскадрон по борьбе с вражескими десантами. В задачу эскадрона входило патрулирование побережья Ейского лимана и борьба с возможными десантами и диверсионными отрядами противника.
В боях с немецко-фашистскими захватчиками красноармеец П. И. Арчаков с начала августа 1942 года. Боевое крещение принял в боях за город Ейск. Его эскадрон, влившийся в состав Ейского истребительного батальона, совместно с морскими пехотинцами 144-й отдельной бригады морской пехоты шесть дней отбивал атаки превосходящих сил противника. Стойкость защитников города позволила командованию Северо-Кавказского фронта почти беспрепятственно эвакуировать морем около 3600 человек, вывезти 34 орудия, 48 автомашин и тракторов, 200 тонн боеприпасов, более 5 тысяч тонн продовольственных и других грузов. В боях под Ейском противник потерял около двух батальонов пехоты и два кавалерийских эскадрона, несколько танкеток и 20 автомашин, но силы были слишком неравными, и 9 августа 1942 года оборонявшие Ейск части были морем вывезены в Темрюк, а затем переброшены в Новороссийск.
В Новороссийске истребительный батальон был расформирован, а его личный состав был распределён по другим частям. Красноармеец П. И. Арчаков оказался в 217-м армейском запасном стрелковом полку 47-й армии. Здесь Павел Ильич должен был пройти военное обучение, но враг рвался к Новороссийску, и полк был спешно брошен на отражение немецкого наступления. В начале сентября 1942 года Арчаков вместе со своими боевыми товарищами попал в окружение. Враг прижал полк к морю. Укрыться было практически негде, и целый день советские солдаты пролежали под огнём противника прижатые к земле. Многие из них погибли. Сам Павел Ильич об этом дне вспоминал:

Думал, не осталось никого в живых. Стемнело, смотрю, как будто из-под земли начинают подниматься солдаты, матросы. Собрались — и вдоль берега стали пробираться к своим.— Звёзды Славы Павла Арчакова. «Пульс недели». 14 декабря 2011 года. № 50.
Вырвавшихся из кольца бойцов позднее определили в 276-ю стрелковую дивизию. П. И. Арчаков попал в разведвзвод 871-го стрелкового полка.
3 января 1943 года войска Северной группы войск Закавказского фронта (с 24 января — Северо-Кавказский фронт) перешли в наступление в рамках Северо-Кавказской наступательной операции. П. И. Арчаков участвовал в боях за станицы Ленинградская и Новоминская, освобождал ставшую ему родной станицу Старощербиновскую. 23 марта 1943 года в ходе Краснодарской операции на подступах к немецкой линии обороны «Готенкопф» Павел Ильич был тяжело ранен и эвакуирован в госпиталь.
К лету 1943 года П. И. Арчаков вернулся в свою часть. В полку, который в это время вёл тяжёлые бои на Таманском полуострове и нёс большие потери, не хватало младших командиров, и опытный боец, получив сержантское звание, принял под командование отделение 1-го взвода роты автоматчиков. Как-то раз подразделению, в котором служил сержант Арчаков, было поручено произвести разведку боем, чтобы выявить огневые средства противника. Преодолев плавни, советские бойцы атаковали немецкие позиции, застав врага врасплох. В результате 17 немецких солдат были взяты в плен. Более суток группа автоматчиков удерживала занятые позиции, пока не закончились патроны. Помощь не успела подойти вовремя, и разведчики вынуждены были вернуться на свой берег. Осенью 1943 года Павел Ильич со своими бойцами участвовал в прорыве Голубой линии и освобождении Тамани. После успешного завершения Новороссийско-Таманской операции 276-я стрелковая дивизия была выведена в резерв Верховного Главнокомандования и в ноябре 1943 года переброшена на 1-й Украинский фронт.

### Орден Славы III степени
Сражаясь на 1-м Украинском фронте в составе 18-й и 1-й гвардейской армий, 276-я стрелковая дивизия принимала участие в освобождении Правобережной и Западной Украины (Житомирско-Бердичевская, Проскуровско-Черновицкая и Львовско-Сандомирская операции). За время наступления П. И. Арчаков, к лету 1944 года ставший старшим сержантом, проявил себя как смелый и решительный командир отделения. В боях под Винницей, когда полк попал в окружение, Павел Ильич вынес из боя полковое знамя. За личное мужество, проявленное в бою 30 июля у села Буянов Львовской области, во время которого был разгромлен вражеский заслон и захвачены в плен шесть немецких солдат и один офицер, Павел Ильич был награждён своей первой боевой наградой — медалью «За отвагу».
В августе 1944 года 276-я стрелковая дивизия в составе 1-й гвардейской армии была передана 4-му Украинскому фронту и начала боевые действия в Верхнеднестровских Бескидах. Перед началом Карпатско-Ужгородской операции требовалось оценить противостоявшие дивизии силы противника, поэтому командование приняло решение провести разведку боем на участке северо-западнее города Турка у села Кросьценко Добромильского района Дрогобычской области. В ходе боя 30 августа 1944 года старший сержант П. И. Арчаков вдвоём с сержантом Я. М. Павлищуком ворвались в траншею врага на господствующей высоте, и выбив оттуда вражеских солдат, захватили пулемёт. Повернув трофейное оружие в сторону противника, они открыли шквальный огонь по бегущим немцам, уничтожив 12 военнослужащих вермахта. При отражении контратаки врага сержант Павлищук погиб, но Павел Ильич продолжал стойко удерживать выгодную позицию, чем дал возможность основным силам полка закрепиться на новых рубежах. Уже в ходе начавшегося наступления в Карпатах старший сержант П. И. Арчаков во время силовой разведки в ночь с 8 на 9 сентября 1944 года ещё раз показал себя «смелым и решительным воином». Приказом от 29 сентября 1944 года Павел Ильич был награждён орденом Славы 3-й степени (№ 156817).

### Орден Славы II степени
Карпаты были идеальным местом для обороны, и немецкое командование стремилось превратить поросшие лесом горы в неприступную крепость. Однако войска 4-го Украинского фронта, ломая сопротивление врага, медленно, но неуклонно продолжали продвигаться на запад. 22 ноября 1944 года 871-й стрелковый полк полковника Г. М. Бежанидзе прорвал оборону неприятеля на рубеже Собранце—Комаровце (Komárovce), и развивая стремительное наступление в тяжёлых условиях низменно-болотистой местности, освободил десятки словацких населённых пунктов, в том числе Собранце, Бунковце (Bunkovce), Блатне (Blatné Remety) и Чечегов (Čečehov). 26 ноября 1944 года советские войска при непосредственном участии 276-й стрелковой дивизии овладели стратегически важным опорным пунктом немецкой обороны городом Михаловце. В ходе дальнейшего наступления 871-й стрелковый полк глубоко вклинился в немецкую оборону и 30 ноября после упорного боя занял село Трговиште (Trhovište), где остановился на короткий отдых. Неожиданно под покровом темноты противник крупными силами перешёл в контратаку. Более 300 вражеских солдат прорвались к штабу полка. Возникла серьёзная угроза потери штабных документов и знамени полка, но выручил старший сержант П. И. Арчаков. Самостоятельно разобравшись в непростой боевой обстановке, Павел Ильич с бойцами своего отделения бросился к штабу и своевременно занял оборону. Подпустив противника на пятьдесят метров, автоматчики открыли шквальный огонь по противнику. Не выдержав плотного огня, немцы бежали, оставив на поле боя много убитых и раненых. Арчаков же с двумя красноармейцами бросился преследовать бегущих немцев и лично уничтожил ещё одного вражеского солдата. Вскоре и общее положение в селе Трговиште было восстановлено. За спасение штабных документов и знамени полка приказом от 10 января 1945 года старший сержант П. И. Арчаков был удостоен ордена Славы 2-й степени (№ 19079).

### Орден Славы I степени
К началу 1945 года советские войска вытеснили противника из Восточных Карпат, но враг продолжал держаться в западной части гор, прикрывающих подступы к Моравско-Остравскому промышленному району. В декабре 1944 года командование 4-го Украинского фронта разработало план Западно-Карпатской операции, в рамках которого 276-й стрелковой дивизии предстояло преодолеть Низкие Бескиды и стремительным ударом в обход Западных Карпат с севера выйти в верховья реки Вислы и её притоков. Прорвав оборону противника на реке Ондава, части дивизии 20 января 1945 года овладели городом Бардеёв, и перевалив через горный хребет, вступили на территорию Польши. Во время наступательных боёв дивизии в период с 3 по 18 февраля старший сержант П. И. Арчаков «проявил себя храбрым и мужественным воином, не знающим страха в бою. Боевые задания всегда выполнял успешно, проявляя при этом смелость и находчивость». Особенно Павел Ильич отличился в боях за населённый пункт Живец. 7 февраля 1945 года 871-й стрелковый полк расположился на фольварке восточнее города. Внезапно немцы перешли в контратаку. На её отражение была брошена группа автоматчиков, среди которых был и старший сержант П. И. Арчаков. Проявив хладнокровие и выдержку, советские бойцы подпустили врага на близкое расстояние и открыли шквальный автоматный огонь. За короткое время Павел Ильич израсходовал 13 автоматных дисков, уничтожив лично 5 немецких солдат. Многократно превосходившие по численности силы противника были рассеяны и частично уничтожены. На следующий день уже Арчаков со своими бойцами внезапно атаковал немецкие позиции на окраине населённого пункта. В результате скоротечного, но ожесточённого боя 10 солдат противника были уничтожены и ещё два взяты в плен. Последующие бои за Живец носили исключительно ожесточённый характер. Противник превратил каждое каменное строение в сильный опорный пункт и отчаянно оборонялся. 18 февраля Павел Ильич получил задачу зачистить один из домов, из которого немцы вели шквальный огонь, чем мешали продвижению вперёд соседнего полка. Действуя смело и решительно, старший сержант Арчаков ворвался в расположение врага, и открыв ураганный огонь из автомата, уничтожил четырёх солдат неприятеля и взял в плен ещё одного. За образцовое выполнение боевых заданий командования и проявленные при этом доблесть и мужество старший сержант П. И. Арчаков уже после окончания войны указом Президиума Верховного Совета СССР от 29 июня 1945 года был награждён орденом Славы 1-й степени (№ 1330).

### На завершающем этапе войны
Несмотря на все усилия взять Живец сходу советским войскам не удалось. Только 5 апреля 1945 года уже в ходе начавшейся Моравско-Остравской операции подразделения 4-го Украинского фронта полностью очистили город от немцев. 15 апреля 1945 года 871-й стрелковый полк прорвал оборону противника у села Рогов (Rohov) юго-западнее Ратибора, и продвигаясь с тяжёлыми боями вперёд, 18 апреля форсировал реку Опава и захватил плацдарм у села Льгота (Lhota), чем способствовал успешному овладению мощным опорным пунктом немцев городом Троппау. Полк оказался перед сильно укреплённой, насыщенной ДОТами и ДЗОТами полосой обороны противника. 19 апреля помощник командира взвода роты автоматчиков старшина П. И. Арчаков получил боевую задачу уничтожить ДОТ у подножия высоты 258,0, мешавший продвижению полка. Короткими перебежками и ползком под шквальным огнём противника Павел Ильич с группой бойцов сумел подобраться к огневой точке и закидать амбразуры гранатами. Уничтожение ДОТа помогло полку быстро продвинуться вперёд и выйти на стратегически важные высоты у села Грабыне (Hrabyne). В результате дальнейшего наступления полк под командованием подполковника И. И. Чёрного к окончанию операции вышел к населённому пункту Йистебник (Jistebnik) юго-западнее Моравска-Остравы, чем способствовал овладению этим важным промышленным центром на территории Чехословакии. Последней боевой операцией старшины П. И. Арчакова стала Пражская операция. Боевой путь Павел Ильич завершил 9 мая 1945 года в освобождённой Праге.

### После войны
После окончания Великой Отечественной войны старшина П. И. Арчаков продолжил службу в армии. Служил в гвардейской части на Западной Украине. Участвовал в ликвидации формирований УПА. Демобилизовавшись в апреле 1947 года, Павел Ильич вернулся в Старощербиновскую. Работал в колхозе «Знамя Ленина» агролесомелиоратором и заведующим клубом. После окончания в 1965 году животноводческих курсов при сельском профессиональном училище № 24 занимал в колхозе должности бригадира по животноводству, заведующего молочно-товарной фермой и заведующего кормоцехом. В 1968 году ему было присвоено воинское звание гвардии младшего лейтенанта в отставке. После выхода на заслуженный отдых в 1992 году Арчаков активно участвовал в воспитательно-патриотической работе с молодёжью и школьниками.
Умер 16 апреля 2015 года.

## Семья
- Отец — Арчаков Илья Данилович (1885 года рождения);
- мать — Арчакова Прасковья Минаевна (1895 года рождения);
- жена — Раиса;
- дети — Людмила и Владимир[3].

## Награды и звания
- Орден Отечественной войны 1-й степени (06.04.1985)[22];
- орден Красной Звезды (17.05.1945)[20];
- орден Славы 1-й степени (29.06.1945)[12];
- орден Славы 2-й степени (10.01.1945)[13];
- орден Славы 3-й степени (29.09.1944)[19].
- Медали, в том числе:

медаль «За отвагу» (10.08.1944);
Медаль «За оборону Кавказа»;
медаль «За победу над Германией в Великой Отечественной войне 1941—1945 гг.».
- Почётный гражданин станицы Старощербиновской[23].

## Память
- В честь П. И. Арчакова на фасаде МБОУ «Средняя общеобразовательная школа № 2» станицы Старощербиновская установлена мемориальная доска[24].

## Документы
- Общедоступный электронный банк документов «Подвиг Народа в Великой Отечественной войне 1941—1945 гг.» Архивировано из оригинала 13 марта 2012 года. Номера в базе данных:

Орден Отечественной войны 1-й степени (архивный реквизит 1511427754).
Орден Красной Звезды (архивный реквизит 40969973).
Орден Славы 1-й степени (архивный реквизит 46755546).
Орден Славы 2-й степени (архивный реквизит 42604603).
Орден Славы 3-й степени (архивный реквизит 35090699).
Медаль «За отвагу» (архивный реквизит 34752541).
- Обобщённый банк данных «Мемориал». Архивировано из оригинала 10 мая 2012 года.:

ЦАМО, ф. 58, оп. 818883, д. 1686.
ЦАМО, ф. 58, оп. 18003, д. 1217.